# Вогулка (деревня, Пермский край)
Вогулка — деревня в Пермском крае России. Входит в Березниковский городской округ в рамках организации местного самоуправления и в Усольский район в рамках административно-территориального устройства края.

## Географическое положение
Деревня расположена недалеко от левого берега реки Яйва примерно в 29 километрах по прямой на юг от южной оконечности города Березники недалеко от автомобильной дороги Пермь-Березники.
Климат
Климат умеренно-континентальный с суровой продолжительной зимой и тёплым коротким летом. Самый холодный месяц — январь со среднемесячной температурой (-15,7 оС), самый тёплый — июль со среднемесячной температурой (+17,4 оС). Продолжительность безморозного периода в среднем составляет 114 дней. Общее число дней с положительной температурой 190. Последний весенний заморозок в среднем наблюдается в конце мая, а первый осенний — в конце второй декады сентября. Среднегодовая температура воздуха −2,2 оС.

## История
В переписях 2002 и 2010 годов деревня не учитывалась.
С 2004 до 2018 года территория деревни входила в Романовское сельское поселение Усольского муниципального района, с 2018 года относится к Романовскому территориальному отделу Березниковского городского округа.